# Haii, Brodî
Haii (în ucraineană Гаї) este localitatea de reședință a comunei Haii din raionul Brodî, regiunea Liov, Ucraina.

## Demografie
Componența lingvistică a localității Haii
     Ucraineană (98,47%)
     Alte limbi (1,07%)
Conform recensământului din 2001, majoritatea populației localității Haii era vorbitoare de ucraineană (98,47%), existând în minoritate și vorbitori de alte limbi.